# Вісті з України
Вісті з України — громадсько-політичне видання, засноване 1960 року в Києві Товариством культурних зв'язків з українцями за кордоном (Товариство «Україна»). У лютому 1992 року Товариство перейменоване на Товариство зв'язків з українцями за межами України. Від 1995 р. засновники — Товариство «Україна», Українська Всесвітня Координаційна Рада.
Видання висвітлювало життя Радянської України, стан її економіки, науки, культури, переважно з офіційно-пропагандистських позицій (значне місце в публікаціях посідала боротьба з «українським буржуазним націоналізмом»). У роки «перебудови» і «гласності» видання стало більш об'єктивним. Від 1991 р. тижневик обстоює державні позиції, порушує проблеми національного і духовного відродження українського народу.
Редакція газети знаходилась на вулиці Золотоворітський, на першому поверсі історичної будівлі № 4.
Випуск «Вістей з України» припинено у червні 1998 р. Замість них у травні 1998 р. створено видання «Український форум». Шеф-редактор — І. Драч, редактор — Ю. Дорошенко.